# Durmitor

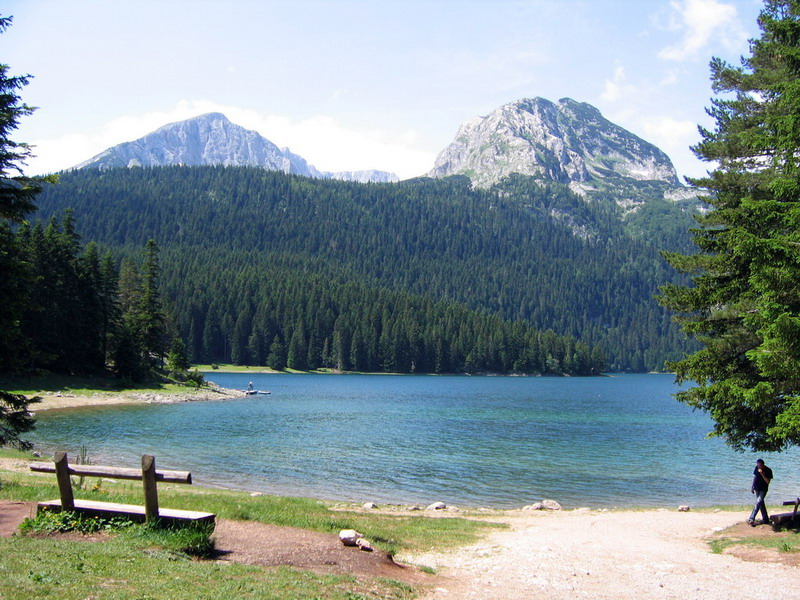
Crno jezero położone w centralnej części masywu Durmitoru, w pobliżu miasta Žabljak. W prawym górnym rogu wierzchołek góry Međed (2285 m n.p.m.).

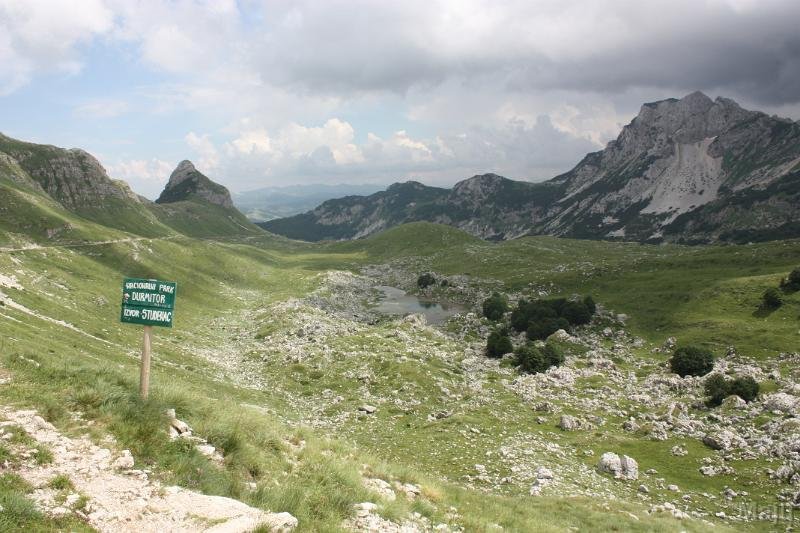
Durmitor

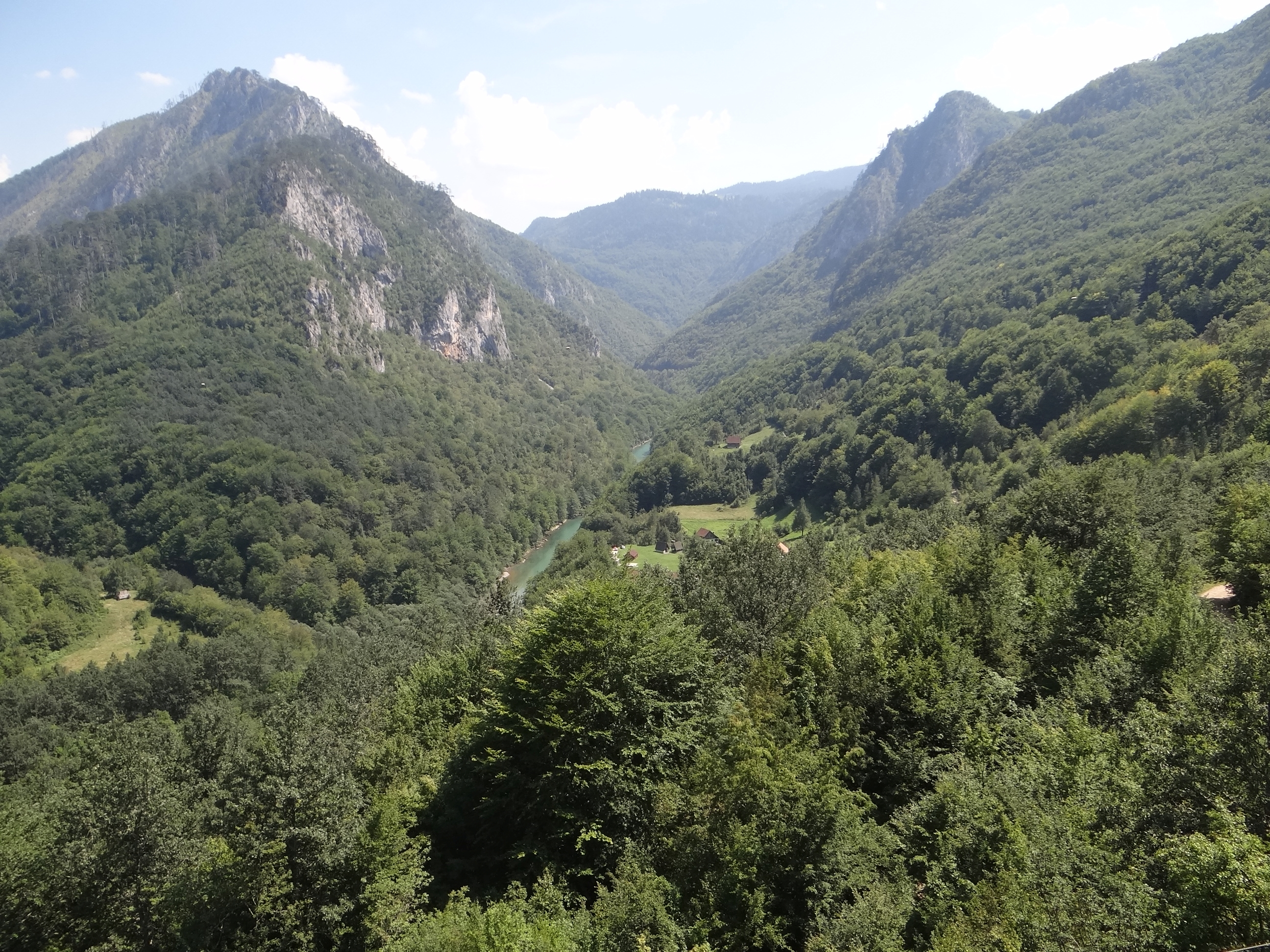
Przełom rzeki Tary przez Durmitor

Durmitor – jedno z wyższych pasm Gór Dynarskich, położone w Czarnogórze, pomiędzy dolinami źródłowych potoków Driny: Pivy na południowym zachodzie i Tary na północnym wschodzie; najwyższy szczyt Bobotov Kuk, 2522 m; silnie rozczłonkowany, na stokach żłobki i inne formy krasowe; ślady zlodowacenia plejstoceńskiego; lasy iglaste i mieszane; na wysokości 1450 m n.p.m. miasto Žabljak (najwyżej położone w Czarnogórze); Park Narodowy Durmitor (od 1952, powierzchnia 33 tys. hektarów). Wyraz Durmitor wywodzi się najprawdopodobniej z języków wschodnioromańskich i oznacza tyle, co Śpiący (por. dormitorium). Według innej koncepcji, nazwa gór pochodzi od celtyckiego wyrażenia tłumaczonego na Rzeka płynąca z gór.
Najwyższe szczyty:
- Bobotov Kuk – 2522 m,
- Bezimeni Vrh – 2487 m,
- Šljeme – 2455 m,
- Đevojka – 2440 m,
- Milošev Tok – 2426 m,
- Bandijerna – 2409 m,
- Rbatina – 2401 m,
- Lučin Vrh – 2396 m,
- Prutaš – 2393 m,
- Minin Bogaz – 2387 m,